# Simone Weber
Simone Weber (Denno, 10 novembre 1859 – Denno, 5 aprile 1945) è stato un presbitero e storico italiano.

## Biografia
Nato a Denno in val di Non, studiò presso il seminario arcivescovile di Trento e, nel luglio 1884, venne ordinato sacerdote; inviato dapprima a Vermiglio, passò nel 1886 a Baselga di Piné, quindi a Cavedago e, dal 1892, divenne priore della chiesa di San Martino di Trento, incarico che avrebbe mantenuto fino alla fine. Tra i vari ruoli di stampo religioso, oltre a quello di priore, si segnalano quello di canonico onorario (dal 1933) e di Commissario diocesano per le biblioteche e gli archivi (dal 1942).
Oltre all'attività di cura d'anime propria del suo ruolo, Weber si occupò anche di ricerca storica e artistica nell'ambito trentino; nel 1901 gli venne affidata la direzione della neonata Rivista tridentina, fondata l'anno precedente dal vescovo Celestino Endrici, passando il testimone a Emilio Chiocchetti nel 1912; dal 1905 collaborò con il settimanale L'amico delle famiglie e nello stesso anno fondò la Strenna trentina, un annuario con consigli tecnici e aneddoti storico-culturali rivolto alla popolazione rurale, che diresse fino al 1921.
Nel primo dopoguerra, fu tra i principali promotori e collaboratori della Società di Studi Trentini di Scienze Storiche, per la cui rivista Studi Trentini pubblicò vari articoli, e nel 1920 divenne socio dell'Accademia Roveretana degli Agiati; il suo lavoro di divulgazione continuò su Vita Trentina anche negli anni del fascismo (per cui padre Weber aveva poca simpatia, come si apprende dalla sua corrispondenza con Alcide Degasperi). Tra il 1930 e il 1942 compose anche una decina di voci per il Thieme-Becker.
Durante la seconda guerra mondiale il quartiere trentino di San Martino venne bombardato (la chiesa andò distrutta); padre Weber tornò nella sua casa natale a Denno, dove morì il 5 aprile del 1945. Il suo archivio personale, che era conservato presso la parrocchia di San Martino, andò in gran parte perso durante l'alluvione del 1966; ciò che ne resta è conservato presso la biblioteca provinciale dei padri cappuccini, più del materiale preparatorio per le sue ricerche che è nell'archivio parrocchiale di Denno.

## Opere
Weber è stato autore di circa 200 scritti, che includono monografie, saggi e articoli divulgativi; tra le opere più rilevanti si possono citare:
- 1904, Vita del Beato Stefano Bellesini agostiniano da Trento
- 1932, I vescovi suffraganei della chiesa di Trento
- 1933, Artisti trentini ed artisti che operarono nel Trentino (ripubblicato da Nicolò Rasmo nel 1977[1])
- 1934, Memorie del Borgo e del Priorato di S. Martino in Trento
- 1935, La Pieve di Denno e le sue chiese filiali
- 1936, L'abazia benedettina di S. Lorenzo a Trento
- 1936, Le chiese della Val di Sole nella storia e nell'arte
- 1937-38, Le chiese della Valle di Non nella storia e nell'arte
- 1943, Il Concilio di Trento
- 1978, La prepositura Agostiniana di San Michele all'Adige (postumo)[3][4]